# Cephaloxynum
Cephaloxynum är ett släkte av skalbaggar. Cephaloxynum ingår i familjen kortvingar.
Kladogram enligt Catalogue of Life:
| Cephaloxynum | \| \| Cephaloxynum capito \| \| \| \| \| \| Cephaloxynum rambouseki \| \| \| \| |
|              | \| \| Cephaloxynum capito \| \| \| \| \| \| Cephaloxynum rambouseki \| \| \| \| |
|              | Cephaloxynum capito                                                             |
|              |                                                                                 |
|              | Cephaloxynum rambouseki                                                         |
|              |                                                                                 |